# لويثانات شوابيا
لويثانات شوابيا (الاسم العلمي:†Suevoleviathanidae) هي فصيلة منقرضة من الإكصورات تضم جنس وحيد هو لويثان شوابيا. ظهرت في فترة الجوراسي المبكر(مرحلة التورسي) في هولزمادن، ألمانيا. تم تسمية هذه الفصيلة في عام 1998 من قبل مايكل مايش.